# Puig de Llandrics
El Puig de Llandrics és una muntanya de 1.206 metres que es troba al municipi de Vidrà, a la comarca d'Osona.